# Rena (rodzaj)
Rena – rodzaj węży z podrodziny Epictinae w rodzinie węży nitkowatych (Leptotyphlopidae).

## Zasięg występowania
Rodzaj obejmuje gatunki występujące w Stanach Zjednoczonych i Meksyku. 

## Systematyka

### Etymologia
Rena: łac. ren „nerka”.

### Podział systematyczny
Do rodzaju należą następujące gatunki:
- Rena boettgeri (Werner, 1899)
- Rena bressoni (Taylor, 1939)
- Rena dugesii (Bocourt, 1881)
- Rena dulcis Baird & Girard, 1853
- Rena humilis Baird & Girard, 1853
- Rena iversoni (Smith, Breukelen, Auth & Chiszar, 1998)
- Rena klauberi Flores-Villela, Smith, Canseco-Márquez & Campbell, 2022
- Rena maxima (Loveridge, 1932)
- Rena segrega (Klauber, 1939)
- Rena unguirostris (Boulenger, 1902)